# 桂勢朝
桂 勢朝（かつら せいちょう、1961年3月5日 - ）は三重県伊勢市出身の落語家。本名は中島 勝。米朝事務所→MC企画所属。上方落語協会会員。

## 来歴
皇學館高等学校卒業後、1979年3月3日に3代目桂米朝に入門した。高座名は出身地に由来する。米朝に入門した当時、内弟子として修業していたのは桂米二と、米朝の子息である桂小米朝（現・5代目桂米團治）だった。米團治によると、米二が年季明けした後に、米二から受けた注意を勢朝にすると「そりゃ兄さんと僕とは、立場が違いますもん」と言われるなど、もめたという。その後は一番気の許せる相手になったとも述べている。米朝事務所に残らず個人で仕事をする道を選び、米團治は「我々の見えない苦労をしています」と紹介した。
笑福亭仁福、露の都らとともに「元祖大阪名物 あほの会」を開催している。余芸に南京玉すだれ。